# Harry Hoefnagels
Harry Joseph Marie Hoefnagels SJ (* 20. Juli 1922 in Bleijerheide, Kerkrade; † 21. September 1990 in Nijmegen) war ein niederländischer Jesuit, Soziologe und Hochschullehrer.

## Leben
Harry Hoefnagels war das älteste von sechs Kindern; einer seiner Brüder war Willem Hoefnagels, Wissenschaftler und Politiker. Harry Hoefnagels trat nach Schulabschluss am Bernardinus-Gymnasiums in Heerlen 1941 der Gesellschaft Jesu bei. Nach dem üblichen Noviziat, Juniorat und Tertiat absolvierte er 1944 bis 1954 eine jesuitische Ausbildung in Maastricht und Nijmegen. 1953 empfing er die Priesterweihe. Von 1955 bis 1957 studierte er Soziologie in Leuven und promovierte 1961 an der Universität von Paris (Sorbonne) bei Raymond Aron. In seiner Dissertation befasste er sich mit dem Verhältnis zwischen Soziologie und „sozialer Frage“.
Von 1959 bis 1967 lehrte er am Collegium Berchmanianum, dem „Studienhaus“ der Jesuitenpatres in der Hout-laan in Nimwegen (dem heutigen Verwaltungsgebäude der Radboud-Universität), und von 1967 bis 1969 an der Katholisch-Theologischen Hochschule Amsterdam (Katholieke Theologische Hogeschool Amsterdam). Er lehrte an Jesuitenkollegs in Paris und Antwerpen und hatte Gastdozenturen in Frankreich, England, den Vereinigten Staaten und Deutschland inne. Wiederholt war er als Ferienseelsorger in den Pariser Banlieue tätig. Insbesondere arbeitete er an der Jesuitenhochschule Sankt Georgen zusammen mit Oswald von Nell-Breuning SJ an der Gestaltung der katholischen Soziallehre. 1969 wurde er zum außerordentlichen Professor für normative Sozialstudien an der Katholischen Universität Nijmegen ernannt. Ab 1972 war Hoefnagels auch Professor an der Universitaire Faculteiten Sint-Ignatius in Antwerpen (heute Universität Antwerpen). Im Jahr 1978 wurde er zum Dekan der Fakultät für Politik- und Sozialwissenschaften an dieser Universität gewählt. 1987 ging er in den Ruhestand.
Hoefnagels engagierte sich insbesondere in der niederländischen Gewerkschaftsbewegung und spielte eine wesentliche Rolle bei der Fusion des Nederlands Katholiek Vakverbond (NKV) und des Nederlands Verbond van Vakverenigingen (NVV) zur Federatie Nederlandse Vakbeweging (FNV) im Jahr 1976. Im Jahr 1968 sagte er große Probleme in der Limburger Bergbauregion aufgrund eines bevorstehenden Scheiterns der Umstrukturierung voraus und rief zu einem „Marsch auf Den Haag“ auf und platziere das Thema der „Bergmannsrenten“. In den 1970er und 1980er Jahren engagierte er sich zunehmend der Gefahren für die Umwelt, ungezügelte Wirtschaftswachstum und Energieverbrauch sowie globalen Erwärmung durch CO2-Emissionen.

## Schriften (Auswahl)
- Kirche in veränderter Welt: Religionssoziologische Gedanken. Driewer, Essen 1964.
- Soziologie des Sozialen. Einführung in das soziologische Denken. Driewer Essen 1966.
- Demokratisierung der kirchlichen Autorität. Herder, Freiburg i. Br. 1969.
- Frankfurter Soziologie. Einführung in das soziologische Denken der Frankfurter Schule. Scharioth Verlag Essen 1972, ISBN 3-920261-05-4.
- mit Herwig Büchele und Bruno Kreisky: Kirche und demokratischer Sozialismus., Europa Verlag, München 1978, ISBN 978-3-203-50659-3.
- Die neue Solidarität. Ausweg aus der Wachstumskrise. Kösel-Verlag. München 1979, ISBN 3-466-32013-5.